# Elwin Bruno Christoffel
Elwin Bruno Christoffel (10 de noviembre de 1829 en Montjoie, Reino de Prusia, Confederación Germánica – 15 de marzo de 1900 en Estrasburgo, Francia) fue un físico alemán.

## Biografía y obra
Elwin Bruno Christoffel asistió al Jesuit Gymnasium (instituto de educación secundaria en alemán) y al Friedrich-Wilhelms Gymnasium en Colonia y más tarde estudió en la Universidad Humboldt de Berlín, donde coincidió, por ejemplo, con Peter Gustav Lejeune Dirichlet, y donde se doctoró en 1856 con una tesis acerca del movimiento de la electricidad en cuerpos homogéneos. En el año 1859, Christoffel se convirtió en privatdozent en la Universidad Humboldt, y en 1862 se le asignó una cátedra en la Escuela Politécnica Federal de Zúrich que había quedado vacante por la marcha de Richard Dedekind. Después de trasladarse en 1869 a la Gewerbeakademie en Berlín, que ahora forma parte de la Universidad Técnica de Berlín, pocos años después, en 1872, pasaría a ser profesor en la Universidad de Estrasburgo, donde permaneció hasta que se retiró en 1894.
Christoffel trabajó en aplicaciones conformes, en la teoría del potencial, en la teoría de invariantes, en el análisis tensorial, en la física matemática, en geodesia y en las ondas de choque. Los símbolos de Christoffel, el tensor de Riemann-Christoffel y la aplicación de Schwarz-Christoffel ("Schwarz-Christoffel-Transformation" o "Schwarz–Christoffel mapping") reciben esos nombres en su honor.